# 八潮站

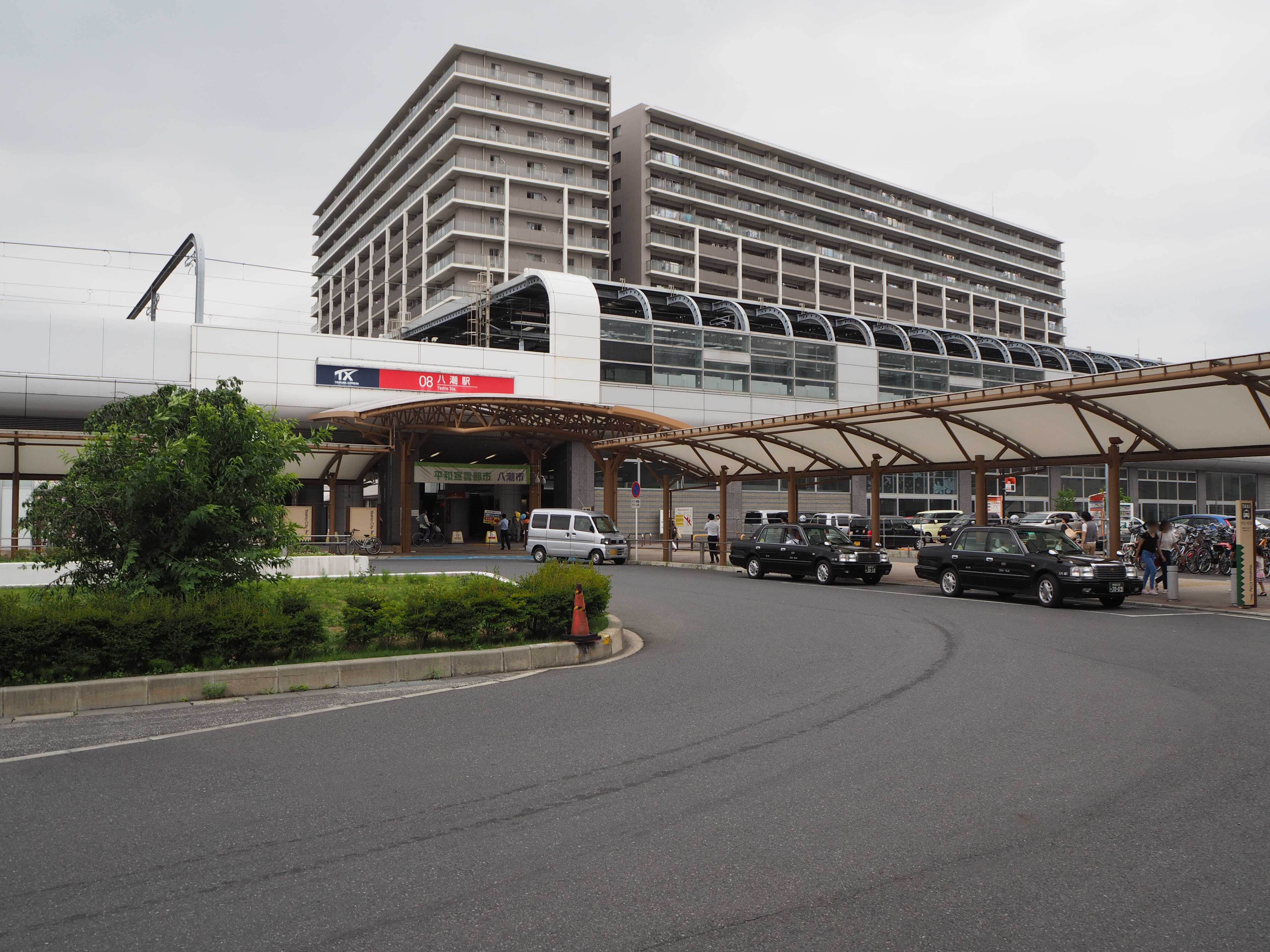
南口（2016年7月）

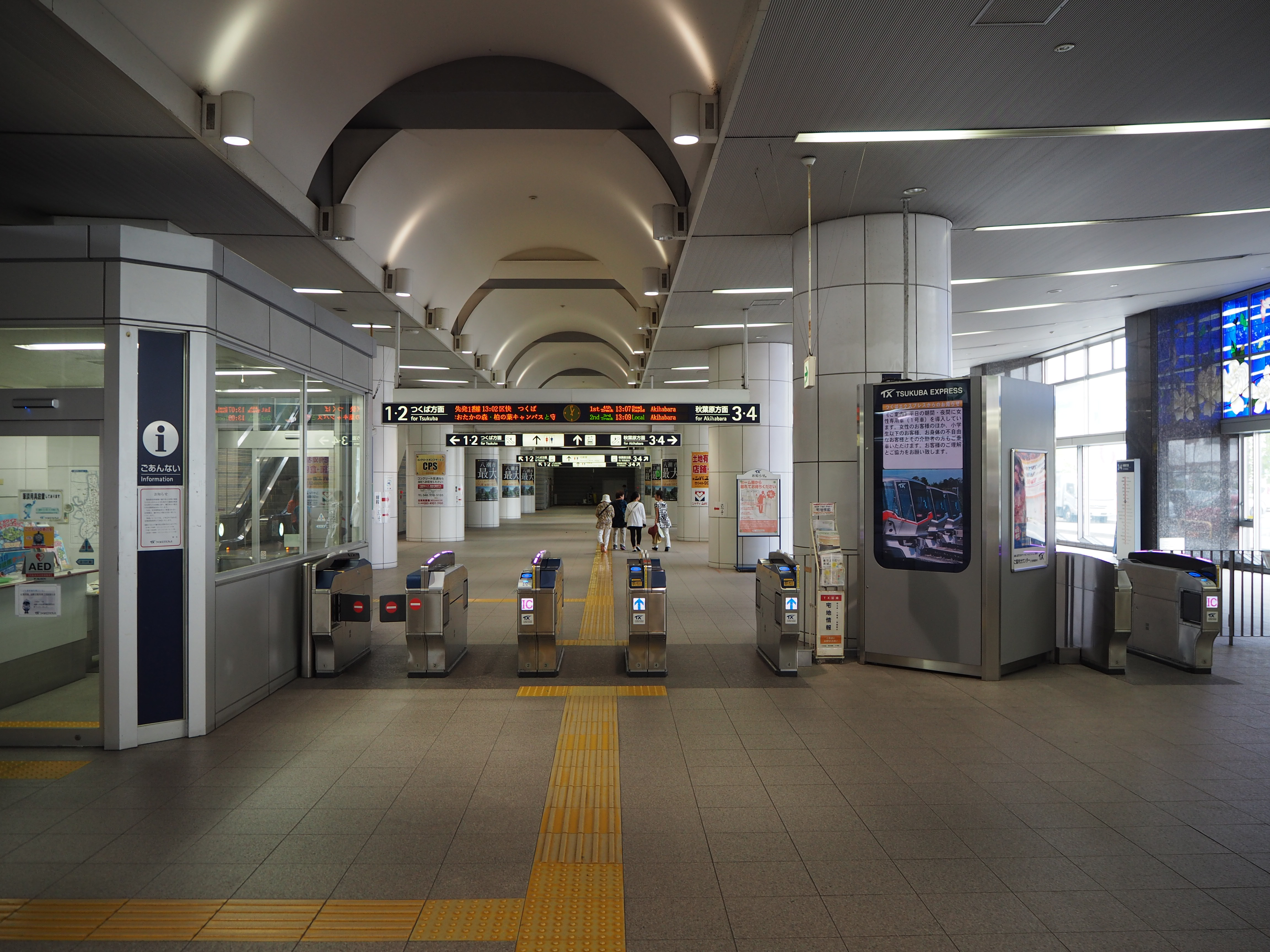
閘口（2016年7月）

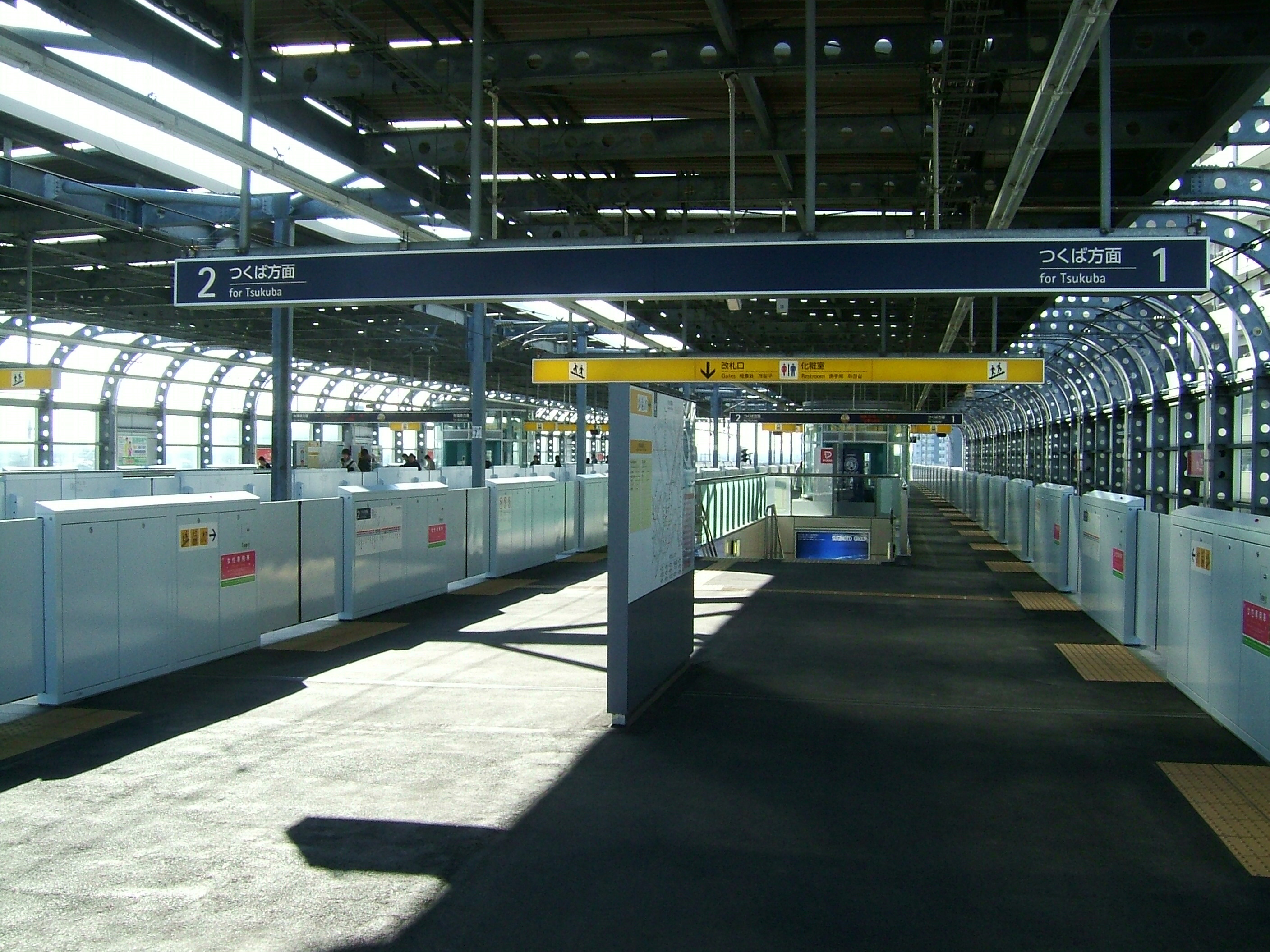
月台（2008年1月）

八潮站（日语：／ Yashio eki */?）是位於日本埼玉縣八潮市大瀨六丁目，屬於首都圈新都市鐵道筑波快線的鐵路車站。車站編號是TX08。此站是八潮市唯一的鐵路車站。

## 歷史
- 2005年（平成17年）8月24日 - 在八潮市大字大瀬字稗田788番地1開業。
- 2015年（平成27年）1月31日 - 草加都市計劃事業八潮南部中央一體型特定土地區劃整理事業 （页面存档备份，存于）換地處分（日语：換地処分）在前日完成，車站所在地的町名與地號改為八潮市大瀨六丁目5番地1。
- 2024年3月16日修訂時刻表後[1]，快速列車開始停靠八潮站。

## 車站結構
島式月台2面4線的高架車站。入閘的右側是秋葉原方向，左側是筑波方向。

### 月台配置
| 月台 | 路線     | 目的地                                 |
| ---- | -------- | -------------------------------------- |
| 1    | 筑波快線 | 流山大鷹之森、守谷、筑波方向           |
| 2    | 筑波快線 | 流山大鷹之森、守谷、筑波方向（待避線） |
| 3    | 筑波快線 | 北千住、秋葉原方向（待避線）           |
| 4    | 筑波快線 | 北千住、秋葉原方向                     |

## 使用情況
2016年（平成28年）度的1日平均上車人次為20,613人。作為筑波快線的快速通過站，是不與其他路線接續的車站當中上車人次最多的。
開業以來的1日平均上車人次推移如下表。
| 年度               | 1日平均 上車人次 | 來源   |
| ------------------ | ---------------- | ------ |
| 2005年（平成17年） | 6,546            | [ 3 ]  |
| 2006年（平成18年） | 9,250            | [ 4 ]  |
| 2007年（平成19年） | 11,381           | [ 5 ]  |
| 2008年（平成20年） | 12,622           | [ 6 ]  |
| 2009年（平成21年） | 13,424           | [ 7 ]  |
| 2010年（平成22年） | 14,129           | [ 8 ]  |
| 2011年（平成23年） | 14,895           | [ 9 ]  |
| 2012年（平成24年） | 16,212           | [ 10 ] |
| 2013年（平成25年） | 17,589           | [ 11 ] |
| 2014年（平成26年） | 18,008           | [ 12 ] |
| 2015年（平成27年） | 19,210           | [ 13 ] |
| 2016年（平成28年） | 20,613           |        |

## 相鄰車站
首都圈新都市鐵道
 筑波快線
■快速
北千住（05）－八潮（08）－南流山（10）
■通勤快速
六町（07）－八潮（08）－南流山（10）
■區間快速
北千住（05）－八潮（08）－三鄉中央（09）
■普通
六町（07）－八潮（08）－三鄉中央（09）